# پوکا پاریا
پوکا پاریا (به اسپانیایی: Puka Parya) یک کوه در پرو است که در Peru, Lima Region واقع شده‌است. پوکا پاریا ۴٬۸۶۵ متر بالاتر از سطح دریا واقع شده‌است.